# Жан д'Ібелін (сеньйор Бейрута)
Жан д'Ібелін (фр. Jean II d'Ibelin, 1230/31 — 1264) — сеньйор Бейрута з 1247 року.

## Біографія

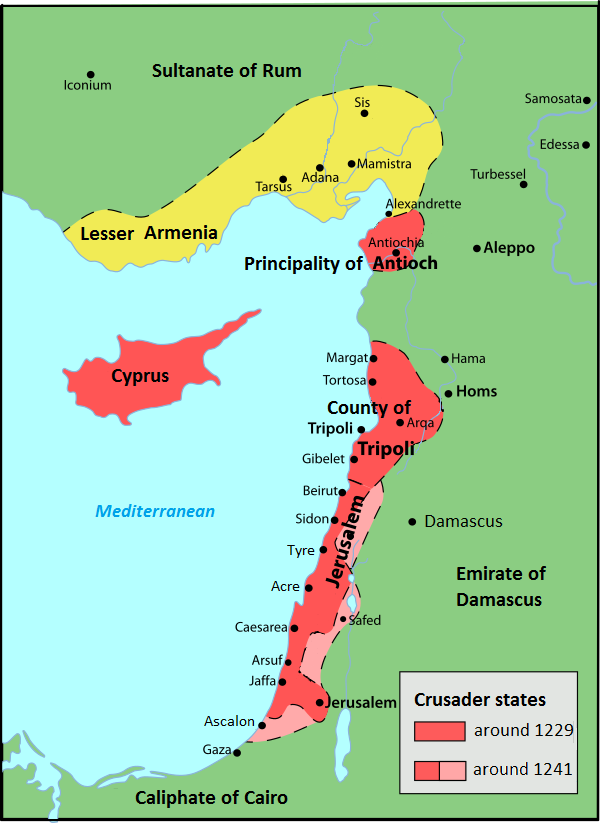

Старший син Баліана д'Ібеліна (сеньйора Бейрута) і його дружини Есківи де Монфокон. Успадкував сеньйорію від батька в 1247 році.
У 1260 році, скориставшись Близькосхідним походом монголів вторгненням в Палестину, разом з тамплієрами здійснив грабіжницький рейд по мусульманських територіях Галілеї. У результаті потрапив у полон чи то до монголів, чи то до сельджуків Конійського султанату. Деякий час провів в ув'язненні. Щоб заплатити викуп в 20 тисяч безантів, продав частину своїх володінь тамплієрам і Тевтонському ордену. У 1261 році уклав мирний договір із султаном Бейбарсом.

## Родина
У 1249 або 1250 році одружився з Аліє де ла Рош (пом. після 1277), дочкою афінського герцога Гі I де ла Роша. Дві доньки:
- Ізабелла Ібелінська, сеньйора Бейрута з 1264 року;

- Есківа Ібелін (1253—1312), сеньйора Бейрута з 1282/83 року, з 1291 року — титулярна.

Жан д'Ібелін помер у лютому 1264 року, похований у Нікосії.